# Estado Federal de Santa Cruz (Bolivia)
El estado federal de Santa Cruz fue una entidad subnacional histórica de Bolivia que fue proclamada en dos ocasiones; la primera durante la Revolución Igualitaria de Andrés Ibáñez, entre febrero de 1876 y mayo de 1877, fue reprimida por el gobierno central de Hilarión Daza con una acción militar y el asesinato del líder Dr. Ibáñez, junto a sus revolucionarios. La segunda Revolución Federal ocurrió el 2 de enero de 1891, y fue liderada por los coroneles Domingo Ardaya, José Domingo Ávila y Augusto Toledo y los ciudadanos Moreno y Bustillos. Se capturó el cuartel de la guarnición militar proclamando el Gobierno Federal de Santa Cruz. Dicha revolución fue reprimida por el gobierno central de Aniceto Arce.

## Historia

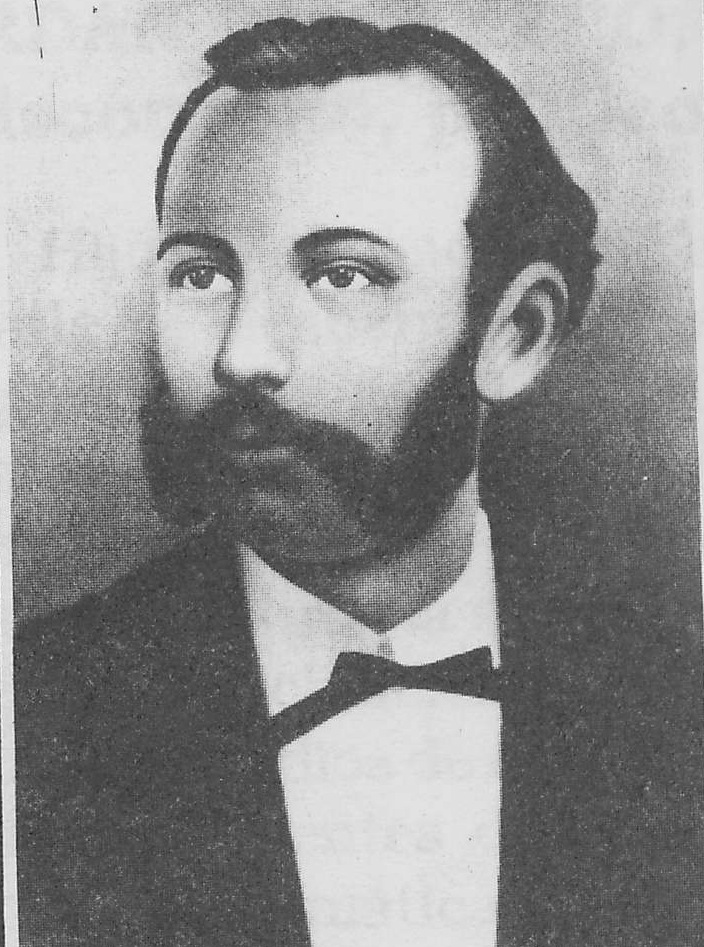
Andrés Ibáñez, líder y gobernador del primer estado federal de Santa Cruz

En 1875, Andrés Ibáñez a la cabeza de grupos armados intenta tomar la plaza de Santa Cruz. Siendo apresado el 1 de octubre de 1876, lo que causó amotinamiento de los gendarmes que lo custodiaban, el coronel Ignacio Romero al intentar sofocar la «Revolución Igualitaria» fue victimado. Al día siguiente, unos comicios populares proclamaron a Ibáñez como gobernador.
En diciembre de 1875, Ibáñez organiza una Junta de Gobierno Federal, la cual encabezó y estuvo integrado por los señores Urbano Franco, Simón Álvarez y Santos María Justiniano.
El Gobierno Federal de Santa Cruz desarrolló su administración durante cinco meses. Finalmente el gobierno boliviano envía una fuerte división al mando del general Villegas, cuyo número y armamento oficial superaban al Ejército Federal provocando su repliegue a Chiquitos. El 1 de mayo de 1877 Ibáñez, el revolucionario federalista-igualitario es fusilado junto a sus fieles seguidores en la frontera con el Imperio del Brasil (Chiquitos).
La resistencia cruceña se debilita por algunos años, pero Bolivia continúa su escandalosa historia de corrupción centralista. La causa federalista es asumida en todo el oriente y durante la Asamblea Nacional de 1890 los representantes del departamento del Beni se pronuncian a favor del sistema federal para Bolivia.
Un año después del primer levantamiento, el 2 de enero de 1891 los coroneles Domingo Ardaya, José Domingo Ávila (presidente y vicepresidente), don Augusto Toledo y los ciudadanos Moreno y Bustillos tomaron el cuartel de la guarnición militar proclamando el Gobierno Federal de Santa Cruz; fue nombrado secretario general el Dr. Jerónimo Otaso.
Se dictan todas las medidas administrativas del caso, incluyendo la organización de una Guardia Nacional, y «el ejército con un batallón de infantería, tres regimientos de caballería y una brigada de artillería». Se creó el Banco Oriental con su respectiva emisión de moneda.
«La Junta Gubernativa Federal del Oriente empezó la proclamación de la  federación en todas las provincias del departamento, encontrando el apoyo de Chiquitos y Cordillera. Las consignas eran «Federación o Muerte» y «Viva la Federación». El prefecto del departamento Horacio Ríos, huyó a Samaipata y desde allí pidió ayuda al gobierno de Aniceto Arce» (Peña). La Revolución Federal cruceña fue reprimida.
El 10 de abril de 1899, el general José Manuel Pando logra la victoria en la Guerra Federal, sin embargo en la Convención Nacional de Oruro, solo se decide el traslado de la sede de gobierno de Sucre a La Paz, y el tema del federalismo así como de la proclamación de La Paz como capital de Bolivia se deja de lado, para una futura convención, la cual no se lleva a cabo por el asesinato de Pando.
En los años ochenta, del siglo pasado, el Dr. Carlos Valverde Barbery fundó el Movimiento Federalista Democrático, logrando ganar un curul en el Concejo Municipal de Santa Cruz de la Sierra, el mismo que ocupó el Dr. Aquiles Gómez. Luego se disolvió el MFD y los federalistas cruceños tomaron la decisión de apoyar el proceso autonómico, entretanto.